# كال لارسون
كال لارسون هو سياسي أمريكي، ولد في 10 أغسطس 1930 في غليندون في الولايات المتحدة. نشط حزبياً في الحزب الجمهوري. وقد انتخب عضو مجلس ولاية مينيسوتا ‏.